# Los acusados
Los acusados es una película en blanco y negro de Argentina dirigida por Antonio Cunill (hijo) sobre su propio guion escrito en colaboración con Marco Denevi y Mario Soffici según el argumento de Marco Denevi que se estrenó el 10 de marzo de 1960 y que tuvo como protagonistas a Silvia Legrand, Mario Soffici, Guillermo Battaglia, Alita Román y Julián Bourges. La película está basada en el asesinato del concejal de la ciudad de Buenos Aires, Carlos A. Ray, realmente ocurrido en 1926 y es el primer largometraje del director.

## Sinopsis
El asesinato de un hombre es investigado por un juez pero una documentación que poseía el muerto hace que la investigación sea obstaculizada por políticos.

## Reparto
| Actor               | Personaje            |
| ------------------- | -------------------- |
| Silvia Legrand      | Beatriz de Marcone   |
| Mario Soffici       | Juez Santiago Ibáñez |
| Guillermo Battaglia | Don Leopoldo         |
| Alita Román         |                      |
| Julián Bourges      | Dr. Crespo Videla    |
| Juan Carlos Galván  | Salvador             |
| Trissi Bauer        | Pilar                |
| Virginia Romay      | Visitación           |
| Mario Danesi        |                      |
| Osvaldo Terranova   | Comisario López      |
| Héctor Gancé        | Estrada              |
| Enrique Kossi       |                      |
| José María Fra      | El Cívico            |
| Roberto Bordoni     |                      |
| Rogelio Romano      |                      |
| Lalo Hartich        | Molina               |
| Saúl Jarlip         | Ratero               |
| Víctor Tasca        | Vecino               |
| Blanca Lafont       |                      |
| Pablo Acciardi      |                      |
| Carlos Cotto        |                      |
| Cristina Berys      |                      |
| Walter Reyna        |                      |
| Armando Lopardo     |                      |
| José Olivero        |                      |
| Juan Buryúa Rey     | Periodista           |
| Luis María Galó     | Carlitos             |
| Orestes Soriani     |                      |
| Alfonso De Grazia   |                      |
| Claudio Lucero      |                      |
| Miguel Alitieri     |                      |
| Jesús Pampín        | Dr. Garramendi       |
| Raúl Ricutti        |                      |
| Ricardo Jordán      |                      |
| Aída Villadeamigo   |                      |

## Comentarios
La Nación dijo:

”Una película discreta…Mario Sóffici impone su jerarquía de actor por sobre el resto….(Al director) su inmadurez no le impide manejar correctamente la cámara y mantener sostenido el ritmo ”

Manrupe y Portela escriben:

”La crítica a la lentitud de la justicia y los intereses creados a su alrededor son puntos llamativos, más allá del diálogo retórico y aleccionador que termina por resentir la acción.”